# Iziwork
 (mai 2021).
Iziwork est une agence d'intérim numérique française, s'appuyant sur un modèle unique qui allie innovation technologique de pointe et service humain de proximité sur le terrain pour faciliter l'accès et l'expérience du travail pour tous. 

## Historique
Iziwork est cofondé en septembre 2018 par Alexandre Dardy et Medhi Tahri, deux anciens consultants de McKinsey & Company.
En septembre 2018, Iziwork boucle une levée de fonds de 8 millions d'euros afin d'accroitre son développement commercial. Les premiers investisseurs sont Global Founders Capital et Maximilian Bittner.
En 2021, Iziwork réalise une troisième levée de fonds de 35 millions d'euros auprès de Cathay Innovation et Bpifrance.
En 2020, Iziwork attire sur sa plateforme environ 800 000 intérimaires et 2 000 clients comme le groupe Groupe Casino, Fnac Darty ou encore PSA Peugeot Citroen. Iziwork compte plus de 150 collaborateurs et affiche une croissance annuelle de plus de 300%.
Le 12 septembre 2023 Iziwork a été placée en redressement judiciaire alors qu'elle avait reçu une offre d'achat du groupe familial Proman. Le tribunal de commerce de Nanterre a décidé en octobre 2023 l'intégration d'Iziwork à Proman (groupe qui est présent dans 17 pays).
En novembre 2023, iziwork a rejoint le groupe familial PROMAN, 4ème acteur européen sur le marché du travail temporaire, du recrutement en CDD et CDI. Ensemble ils deviennent les n°1 indépendants et français de l’intérim physique et digital en France.

## Technologies et services
Par sa plateforme technologique, Iziwork offre des nouveaux services aux différents acteurs du marché de l'intérim : 
- Les collaborateurs intérimaires : L'application mobile leur permet de postuler à des offres d'emploi pertinentes, de gérer leurs missions 24/7 et d'accéder à un large panel de services tels que le programme fidélité[10], les avances instantanées et un CET rémunéré 10% par an[11].
- Les clients : Un portail web leur est dédié afin de gérer simplement le recrutement et de suivre les collaborateurs intérimaires.
- Les professionnels du recrutement : Les tâches administratives (relevé d’heures, paie, contrats, factures) répétitives sont automatisées. La technologie permet également une meilleure adéquation entre les candidats et les missions[12].

Les outils technologiques d’iziwork sont les suivants : techniques d’identification de candidats, algorithme de notation et de correspondance auto-apprenant, centralisation et automatisation des tâches administratives.

## Programme Partners
En 2020, Iziwork lance le programme « Partners » lui permettant de s'implanter localement via un réseau de proximités d'acteurs autonomes.
Les Partners sont des professionnels de l'intérim basés sur l'ensemble du territoire. Ce programme s'inspire des plateformes technologiques comme Airbnb et Amazon afin de positionner, sur des marchés verrouillés par des grands groupes, des petits commerçants ou des particuliers.
En septembre 2020, les partners sont au nombre de 100.

## Polémiques

### Accusations de mauvaises pratiques managériales
En 2021, le journal Le Monde fait paraître un article présentant des témoignages de management toxique dans le monde des start-up, notamment au sein d'Iziwork, rassemblés par le compte Instagram « Balance ta start-up ». L'entreprise répond au quotidien qu'il s'agissait d'« accusations graves » : « un dispositif d’écoute pour mettre en œuvre des réponses appropriées au plus vite ». Toutefois, certains propos rassemblés restent du point de vue d'Iziwork « faux, injurieux et diffamatoires ». En mai 2021, Le Monde publie un nouvel article qui fait état d'un changement dans les méthodes de travail au sein d'Iziwork à la suite des publications sur les réseaux sociaux.

### Critiques sur l'opacité de l'entreprise
Le 12 septembre 2023, Iziwork a été placée en redressement judiciaire alors qu'elle avait assuré une semaine plus tôt avoir été rachetée par le groupe familial Proman. D'après le quotidien Le Echos, "cet épisode illustre bien la capacité des start-up à embellir la réalité et à préférer l'opacité à la transparence".
Un accord avait en fait bien été conclu entre Iziwork et le groupe Proman, mais le placement d'Iziwork en redressement judiciaire a contraint les deux protagonistes à suspendre leur projet. Le 19 octobre 2023, le Tribunal de commerce de Nanterre a validé le dossier présenté par Proman. 